# Não Perco Meu Tempo
«Não Perco Meu Tempo» es una canción de la cantante, compositora brasileña Anitta, forma parte de su cuarto álbum de estudio llamado Solo. La canción fue compuesta por la propia Anitta en sociedad con Umberto Tavares y Jefferson Junior, la banda fue grabada totalmente en español, siendo su tercera aventura por el idioma - y la primera liberada sin tener una versión en portugués grabada antes, como "Zen" y " Sim ou Não". La canción explora la mezcla de dos de los principales géneros musicales que compusieron bandas exitosas en el mercado internacional este año, dancehall y house tropical - popularizadas en canciones de Justin Bieber, Ed Sheeran y Rihanna - evolucionando las características artísticas de la cantante en relación a sus trabajos de la misma manera.

## Fondo
Este es el segundo sencillo grabado en una habitación sin puertas donde varias Anittas están hablando con una Anitta sentada en una silla mirando a una persona de frente mientras que las Anittas le dicen que "pierde su tiempo al estar buscando pareja ya que siempre tienen un problema de actitud" esta canción fue la más fácil de hacer ya que no hubo baile (ya que las Anittas sostenían un reloj de arena y la otra Anitta estaba sentada la letra tampoco fue difícil ya que es un poco repetitivo. 
A su vez, en el material audiovisual, la cantante brasileña besa a 24 personas de diferentes géneros, alturas, peso, edad y colores. Esto lo hizo para luchar contra la discriminación contra diferentes configuraciones de pareja.

## Historial de lanzamiento
| Región | Fecha                  | Formato          | Discográfica |
| ------ | ---------------------- | ---------------- | ------------ |
| Brasil | 9 de noviembre de 2018 | CD               | Warner Music |
| Brasil | 9 de noviembre de 2018 | Descarga digital | Warner Music |